# Antonio Álvarez-Ossorio Barrientos
Antonio Álvarez-Ossorio Barrientos (al voltant de 1880 - després de 1951) fou un militar espanyol de la Guàrdia Civil, que participà en l'alçament militar del 1936 contra la Segona República. Fou governador civil de les Illes Balears els primers quinze dies del setembre de 1936 i batle de Manacor (1949-52).
Álvarez-Ossorio es casà el 1904 amb Margalida Bonet, manacorina amb casa a Portocristo. Fou ascendit a tinent coronel per antiguitat l'abril de 1936 i era cap de la Guàrdia Civil de Mallorca el 1936. S'adherí a l'alçament militar de 1936 contra la Segona República després que el general Manuel Goded declaràs l'estat de guerra a Mallorca. Feu part de la junta de caps que assessorava el comandant militar de Balears, Aurelio Díaz de Freijo i de la comissió encarregada del pagament dels avions italians comandats pels nacionals. S'ocupà del Govern Civil quan el governador Luis García Ruíz es feu càrrec del front de Manacor, el 31 d'agost de 1936. Quan aquest intentà recuperar el càrrec, s'hi oposà però hagué de tornar a la comandància de la Guàrdia Civil, el 17 de setembre, a conseqüència de les violentes discussions que provocaren el nomenament d'un nou governador, el coronel d'enginyers de l'armada José Rubí Rubí. Suprimí les lleis laïcitzants de la Segona República. El 8 d'agost de 1939 passà a la reserva per haver complit més de trenta-cinc anys de serveis efectius. Fou batle de Manacor entre 1949 i 1952.